# CAT (abreviatura)
|  | Per a altres significats, vegeu «Col·lectiu Autònom de Treballadors-Mossos d'Esquadra». |

CAT és l'abreviatura més generalment usada per a Catalunya o per a la llengua catalana. Apareix en el títol i en la lletra d'una cançó del grup Els 4 Gats, escrita el 1963 per Lluís Serrahima i Francesc Pi de la Serra, als inicis del moviment de la Nova Cançó. Aquesta cançó es titula Cla i Cat, amb el sentit que es dona a l'expressió popular "clar i català".
Posteriorment, i ja en democràcia, es va popularitzar molt aquesta abreviatura mitjançant els adhesius per als cotxes que molta gent portava amb la pretensió de substituir la E d'Espanya.
El 1992, es va crear el sindicat Col·lectiu Autònom de Treballadors-Mossos d'Esquadra, conegut amb l'abreviatura CAT, o també CAT-ME.
El 2005, es va crear el domini d'internet .cat, el primer que designa una comunitat lingüística i no un territori.